# Zyklische Gruppe
In der Gruppentheorie ist eine zyklische Gruppe eine Gruppe, die von einem einzelnen Element {\displaystyle a} erzeugt wird. Sie besteht nur aus Potenzen des Erzeugers {\displaystyle a}:
{\displaystyle \left\langle a\right\rangle :=\lbrace a^{n}\mid n\in \mathbb {Z} \rbrace .}
Eine Gruppe {\displaystyle G} ist also zyklisch, wenn sie ein Element {\displaystyle a} enthält, sodass jedes Element von {\displaystyle G} eine Potenz von {\displaystyle a} ist. Gleichbedeutend damit ist, dass es ein Element {\displaystyle a} gibt, sodass {\displaystyle G} selbst die einzige Untergruppe von {\displaystyle G} ist, die {\displaystyle a} enthält. In diesem Fall wird {\displaystyle a} ein erzeugendes Element oder kurz ein Erzeuger von {\displaystyle G} genannt.
Zyklische Gruppen sind die einfachsten Gruppen und können vollständig klassifiziert werden: Für jede natürliche Zahl {\displaystyle n} (für diese Aussage betrachten wir 0 nicht als natürliche Zahl) gibt es eine zyklische Gruppe {\displaystyle C_{n}} mit genau {\displaystyle n} Elementen, und es gibt die unendliche zyklische Gruppe, die additive Gruppe der ganzen Zahlen {\displaystyle \mathbb {Z} }. Jede andere zyklische Gruppe ist zu einer dieser Gruppen isomorph.

## Veranschaulichung

### Drehgruppen
Die endlichen zyklischen Gruppen können veranschaulicht werden als Drehgruppen regulärer Vielecke in der Ebene. Zum Beispiel besteht die Gruppe {\displaystyle C_{4}} aus den möglichen Drehungen der Ebene, die ein vorgegebenes Quadrat in sich überführen.
Die obenstehende Abbildung zeigt ein Quadrat A und die Stellungen B, C und D, in die es durch Drehen überführt werden kann. Darunter ist jeweils die dazu nötige Drehung angegeben. Die Elemente der zyklischen Gruppe sind hier die Bewegungen und nicht die Stellungen des Quadrats. Das heißt, die Gruppe {\displaystyle C_{4}} besteht in dieser Darstellung aus der Menge {0°, 90°, 180°, 270°}. Die Verknüpfung der Elemente ist die Hintereinanderausführung der Drehungen; das entspricht einer Addition der Winkel. Dabei stimmt die Drehung um 360° mit der Drehung um 0° überein, die Winkel werden also genau genommen modulo 360° addiert.
Lässt man nicht nur Drehungen der Ebene zu, sondern auch Spiegelungen, dann erhält man im Fall von Vielecken die so genannten Diedergruppen.
Die Drehgruppe des Kreises, {\displaystyle S^{1}}, ist nicht zyklisch.

### Restklassengruppen
Eine andere Darstellung einer zyklischen Gruppe liefert die Addition modulo einer Zahl, die so genannte Restklassenarithmetik. In der additiven Gruppe {\displaystyle (\mathbb {Z} /n\mathbb {Z} ,+)} ist die Restklasse {\displaystyle {\bar {1}}} der 1 ein Erzeuger, das heißt, man kann jede andere Restklasse erhalten, indem man die 1 wiederholt mit sich selbst addiert. Am Beispiel {\displaystyle \mathbb {Z} /4\mathbb {Z} =\{{\bar {0}},{\bar {1}},{\bar {2}},{\bar {3}}\}} bedeutet dies, dass sich alle 4 Elemente als Summe von 1 darstellen lassen, also {\displaystyle {\bar {1}}={\bar {1}},{\bar {2}}={\bar {1}}+{\bar {1}},{\bar {3}}={\bar {1}}+{\bar {1}}+{\bar {1}},{\bar {0}}={\bar {1}}+{\bar {1}}+{\bar {1}}+{\bar {1}}.}
Die Restklassengruppe {\displaystyle \mathbb {Z} /4\mathbb {Z} } verhält sich genauso wie die oben beschriebene Drehgruppe {0°, 90°, 180°, 270°}: {\displaystyle {\bar {0}}} entspricht 0°, {\displaystyle {\bar {1}}} entspricht 90° usw.: Diese beiden Gruppen sind isomorph.

## Notationen
Für die endlichen zyklischen Gruppen sind im Wesentlichen die drei Notationen verbreitet: {\displaystyle C_{n}}, {\displaystyle \mathbb {Z} /n\mathbb {Z} } und {\displaystyle \mathbb {Z} _{n}}. Für die nichtendliche zyklische Gruppe gibt es die Notationen {\displaystyle C_{\infty }} und {\displaystyle \mathbb {Z} }. Als Gruppenoperation wird in {\displaystyle \mathbb {Z} }, {\displaystyle \mathbb {Z} /n\mathbb {Z} } und {\displaystyle \mathbb {Z} _{n}} auf die Addition Bezug genommen. In {\displaystyle C_{n}} wird die Gruppenoperation oft auch multiplikativ geschrieben.
Die Bezeichnungen {\displaystyle \mathbb {Z} /n\mathbb {Z} }, {\displaystyle \mathbb {Z} _{n}} und {\displaystyle \mathbb {Z} } rühren daher, dass die additiven Gruppen der Restklassenringe {\displaystyle \mathbb {Z} /n\mathbb {Z} } und von {\displaystyle \mathbb {Z} } selbst die bekanntesten Vertreter zyklischer Gruppen sind.
Alle diese Strukturen sind sogar Ringe, die neben der hier einschlägigen Addition auch eine (hier nicht verwendete) multiplikative Verknüpfung haben.
Die Bezeichnung {\displaystyle \mathbb {Z} _{n}} wird außerdem für die n-adischen Zahlen verwendet.

## Eigenschaften
Alle zyklischen Gruppen sind abelsche Gruppen.
Eine zyklische Gruppe kann mehrere Erzeuger haben. Die Erzeuger von {\displaystyle \mathbb {Z} } sind +1 und −1, die Erzeuger von {\displaystyle \mathbb {Z} /n\mathbb {Z} } sind die Restklassen, die teilerfremd zu {\displaystyle n} sind; ihre Anzahl {\displaystyle \varphi (n)} wird von der Eulerschen φ-Funktion angegeben.
Ist allgemein {\displaystyle d} ein Teiler von {\displaystyle n}, dann ist {\displaystyle \varphi (d)} die Anzahl der Elemente von {\displaystyle \mathbb {Z} /n\mathbb {Z} }, die die Ordnung {\displaystyle d} haben:
{\displaystyle {\Big |}\{m\in \mathbb {Z} /n\mathbb {Z} \mid {\text{ord}}(m)=d\}{\Big |}=\varphi (d)}.
Das direkte Produkt zweier zyklischer Gruppen {\displaystyle C_{n}} und {\displaystyle C_{m}} ist genau dann zyklisch, wenn {\displaystyle n} und {\displaystyle m} teilerfremd sind; in diesem Fall ist das Produkt isomorph zu {\displaystyle C_{mn}}.
Jede endlich erzeugte abelsche Gruppe ist direktes Produkt endlich vieler (endlicher und unendlicher) zyklischer Gruppen.
Der Gruppenexponent einer endlichen zyklischen Gruppe ist gleich ihrer Ordnung. Jede endliche zyklische Gruppe ist isomorph zur additiven Gruppe des Restklassenring {\displaystyle \mathbb {Z} /n\mathbb {Z} }, der Isomorphismus ist dabei der diskrete Logarithmus: Ist {\displaystyle a} ein Erzeuger von {\displaystyle C_{n}}, dann ist die Abbildung
{\displaystyle a^{t}\mapsto t} mod {\displaystyle n}
ein Isomorphismus.

### Untergruppen und Faktorgruppen
Alle Untergruppen und Faktorgruppen von zyklischen Gruppen sind zyklisch. Insbesondere sind die Untergruppen von {\displaystyle \mathbb {Z} } von der Form {\displaystyle m\mathbb {Z} } mit einer natürlichen Zahl {\displaystyle m\in \mathbb {N} _{0}} zyklisch. Für verschiedene {\displaystyle m} sind diese Untergruppen verschieden, und für {\displaystyle m\not =0} sind sie isomorph zu {\displaystyle \mathbb {Z} }.
Der Verband der Untergruppen von {\displaystyle \mathbb {Z} } ist isomorph zum dualen Verband der natürlichen Zahlen mit der Teilbarkeit. Alle Faktorgruppen von {\displaystyle \mathbb {Z} } sind endlich, mit Ausnahme der trivialen Faktorgruppe {\displaystyle \mathbb {Z} /\{0\}}.
Für jeden positiven Teiler {\displaystyle d} von {\displaystyle n} hat die Gruppe {\displaystyle \mathbb {Z} /n\mathbb {Z} } genau eine Untergruppe der Ordnung {\displaystyle d}, nämlich die von dem Element {\displaystyle n/d} erzeugte Untergruppe {\displaystyle \left\{kn/d\mid k=0,\ldots ,d-1\right\}}. Andere als diese Untergruppen gibt es nicht. Der Untergruppenverband ist deshalb isomorph zum Teilerverband von {\displaystyle n}.
Eine zyklische Gruppe ist genau dann einfach, wenn ihre Ordnung eine Primzahl ist.

### Endomorphismen und Automorphismen
Der Endomorphismenring (siehe Gruppenhomomorphismus) der Gruppe {\displaystyle C_{n}} ist Ring-isomorph zum Restklassenring {\displaystyle \mathbb {Z} /n\mathbb {Z} }. Unter diesem Isomorphismus entspricht die Restklasse {\displaystyle r} von {\displaystyle \mathbb {Z} /n\mathbb {Z} } dem Endomorphismus von {\displaystyle C_{n}}, der jedes Element auf seine {\displaystyle r}-te Potenz abbildet. Daraus folgt, dass die Automorphismengruppe von {\displaystyle C_{n}} isomorph zur Gruppe {\displaystyle (\mathbb {Z} /n\mathbb {Z} )^{*}}, der Einheitengruppe des Rings {\displaystyle \mathbb {Z} /n\mathbb {Z} }, ist. Diese Gruppe besteht aus den Elementen, die teilerfremd zu {\displaystyle n} sind, und hat somit genau {\displaystyle \phi (n)} Elemente.
Der Endomorphismenring der zyklischen Gruppe {\displaystyle \mathbb {Z} } ist isomorph zum Ring {\displaystyle \mathbb {Z} }, und die Automorphismengruppe ist isomorph zur Einheitengruppe {\displaystyle \left\{+1,-1\right\}} von {\displaystyle \mathbb {Z} }, und diese ist isomorph zur zyklischen Gruppe {\displaystyle C_{2}}.

### Algebraische Eigenschaften
Ist {\displaystyle n} eine natürliche Zahl, dann ist {\displaystyle (\mathbb {Z} /n\mathbb {Z} )^{*}} genau dann zyklisch, wenn {\displaystyle n} gleich {\displaystyle 1,2,4,p^{k}} oder {\displaystyle 2p^{k}} ist, für eine Primzahl {\displaystyle p>2} und eine natürliche Zahl {\displaystyle k}. Die Erzeuger dieser zyklischen Gruppe heißen Primitivwurzeln modulo {\displaystyle n}.
Insbesondere ist für jede Primzahl {\displaystyle p} die Gruppe {\displaystyle (\mathbb {Z} /p\mathbb {Z} )^{*}} zyklisch mit {\displaystyle p-1} Elementen. Allgemeiner ist jede endliche Untergruppe der multiplikativen Gruppe eines Körpers zyklisch.
Die Galoisgruppe einer endlichen Körpererweiterung eines endlichen Körpers ist eine endliche zyklische Gruppe. Umgekehrt gibt es für jeden endlichen Körper {\displaystyle K} und jede endliche zyklische Gruppe {\displaystyle G} eine endliche Körpererweiterung {\displaystyle L/K} mit Galoisgruppe {\displaystyle G}.